# Planet Survival
Planet Survival (無人惑星サヴァイヴ, Mujin Wakusei Savaivu, Uninhabited Planet Survive o Sobreviviendo en un Planeta Desconocido), es una serie de anime creada por la NHK y animada por Madhouse Studios y Telecom Animation Film, en el año 2003. La historia fue creada por Masashi Komemura y dirigida por Yuichiro Yano. La serie consta de 52 episodios y es del género de aventura.

## Argumento
La historia se ubica en el siglo 22, donde la anti-gravedad y la tecnología de viajes a velocidad de la luz hacen posible la exploración espacial. Pero debido a problemas de placas tectónicas y al enorme daño ambiental, la Tierra tan sólo existe en los libros de historia: vivir en ella es imposible. En su lugar, los humanos viven en colonias espaciales, en satélites y en otros planetas.
Luna es una estudiante de intercambio de 14 años, cuyos padres murieron cuando era una niña y la dejaron sólo con Chako, una mascota robot. Su sueño es convertirse en ingeniera espacial al igual que su padre. Durante una excursión ocurre un accidente y Luna, su amiga Sharla, el niño genio Shingo, el silencioso Kaoru, el presumido Howard, el obediente Bell y la presidenta del consejo estudiantil y preciosa Menoli son arrastrados a un planeta desconocido. A partir de entonces comienza la lucha por la supervivencia.
Al caer en la superficie de ese planeta encuentran una isla llena de animales salvajes; deberán sobrevivir cooperando unos con otros para conseguir comida, agua, refugio y protección contra los peligros. Con el paso del tiempo se va sabiendo más de cada uno de ellos, especialmente de Luna que al parecer tiene un don especial, este es, que ocasionalmente puede oír una voz que se comunica con ella (supuestamente, mediante telepatía). Esta voz empieza a llamar a Luna, y, queriendo encontrar una explicación, decide aventurarse en la parte este de la isla, la cual nunca habían explorado hasta ese momento. Finalmente, encuentran una nave en lo profundo del bosque, y dentro de ella a un niño extraterrestre, al cual Howard pone el apodo de Adam. También descubren que estas "ruinas" son en realidad una máquina de terraformación, y así como ésta, existen muchas más esparcidas por todo el planeta. Activadas estas máquinas podrían volver a reformar la Tierra. La más importante de ellas se encuentra en un continente, cruzando el mar.
La primera mitad de la serie es enfocada en conocer las personalidades de cada uno de los personajes, así como sus debilidades y problemas que les ocasionan integrarse al grupo y a la vida en la isla, siendo Luna siempre la que anima y trata de sacar adelante ese tipo de situaciones. Sharla, siendo quizá la más frágil del grupo, le atemoriza al inicio la idea y la realidad de vivir en una isla con animales salvajes, en donde la ley de la naturaleza los obliga a cazar y matar animales para sobrevivir. Menoli, estricta por naturaleza tiene un pasado un poco triste al fallecer su madre, y su padre, un hombre estricto y poco dado a mostrar sentimentalismo la obliga a no mostrar emociones. Bell, aunque es el más fuerte del grupo, tiene una falta de confianza, la cual se agudiza con el comportamiento de Howard hacia él y sus constantes amenazas. Shingo siendo el más pequeño del grupo, le cuesta adaptarse a estar lejos de sus padres, realmente a todos les cuesta un poco pero él tarda más en asimilarlo. Kaoru y Howard tienen quizá el proceso más largo de adaptación. Kaoru cuenta con un pasado muy oscuro, sintiéndose culpable de la muerte de un chico, vive con esa sombra, siempre anda solo, y no es hasta el capítulo 23 cuando Luna logra animarlo lo suficiente y va abriéndose a sus amigos. Howard a su vez, es caprichoso, presumido, arrogante; su personalidad tan avara hace que al principio algunos de sus compañeros realmente lo odien; es en el capítulo 29 cuando reconoce para sí mismo que sus verdaderos amigos están dentro de ese grupo y se nota un gran cambio en la actitud del rubio.
A la segunda mitad de la serie unos criminales que escaparon de prisión y un mecánico que tenían secuestrado llamado Porto caen en la misma tormenta gravitacional que llevó al grupo hasta el planeta. Los villanos necesitan una unidad de control gravitacional para salir del planeta debido a que la de su nave había sido dañado al estrellarse, y el grupo había encontrado una en la nave donde habían hallado a Adam. El Señor Porto logra escapar de sus secuestradores y advierte a Luna y a su grupo de los criminales, dándoles la oportunidad de prepararse para lo que se les venía y proteger la unidad de control gravitacional. Finalmente los villanos son derrotados, pero impiden que el Señor Porto y la pandilla escapen del planeta utilizando su nave y la unidad de control gravitacional.
Con los restos de la nave de los criminales y los de la de Adam, Shingo diseña una propia de forma de un barco con la ayuda del Señor Porto (al cual lo veía como un maestro) con el fin de dejar finalmente la isla y alcanzar el continente. Pero antes de partir hacia el continente, en donde podrían encontrar una nave que los llevara a su planeta, el Señor Porto muere y el grupo debe dirigirse solo hacia su nuevo destino, abandonando finalmente la isla en donde habían transcurrido tantas aventuras. Durante una tormenta, Luna cae al agua y se pierde en el mar, llegando sola a una pequeña isla. Sus compañeros consiguen rescatarla con la ayuda de Adam, descubriendo que Luna, al igual que Adam tenía nanomaquinas en su cuerpo que le permiten sanar más rápido, y también comunicarse con el pequeño.
Al llegar al continente descubren la pista de una nave madre tierra adentro, atravesando un inmenso desierto. Pero la nave no estaba preparada para cruzarlo, y en medio del viaje, el grupo se ve forzado a abandonarla cuando cae en un hoyo de arena movediza. Sharla no consigue escapar y Howard intenta rescatarla, pero ambos son devorados por la arena junto con la nave. Deprimido por la muerte de sus amigos, el resto del grupo continua a pie hasta la nave madre. Allí conocen a un extraño personaje al cual le pusieron el nombre de "Pulpo". Él les ayuda a encontrar a Sobreviviente, una máquina que era la encargada de proteger el medio ambiente de su planeta pero que los considera enemigos, para destruirlo y llevarse con ellos la nave que les permita abandonar el planeta. Para la sorpresa de todos, repentinamente Howard y Sharla regresan, contando que habían sobrevivido a las arenas movedizas. Pero ambos tienen una conducta muy extraña y Luna y los demás comienzan a sospechar. Finalmente descubren que Howard y Sharla tenían nanomáquinas malas en su cuerpo, y que eran controlados por Sobreviviente. Pero gracias a los poderes de Luna consiguen volver a ser ellos mismos. En el proceso, Luna y sus compañeros consiguen hacer las paces con Sobreviviente, quien decide ayudarlos a volver a su planeta.
Pero cuando esta ya todo listo para volver a la colonia, Sobreviviente les informa que la tormenta gravitacional donde habían naufragado se aproximaba rápidamente al planeta, y que éste sería destruido. El grupo decide arriesgar su oportunidad de volver a casa para intentar salvar al planeta que les había dado tanto desde que llegaron. Ya es muy tarde cuando se dan cuenta de que la tormenta era demasiado poderosa y que no iban a conseguir sobrevivir. Y es entonces cuando Luna utiliza sus poderes para salvar a sus amigos y al planeta. 
Finalmente, los antiguos habitantes del planeta, extraterrestres como Adam, regresan a su hogar. Entre lágrimas se despiden de su amiguito y Menoli le regala su preciado violín. Con una de esas naves consiguen finalmente emprender juntos el regreso a la colonia. Sharla bautiza al planeta como "Sobreviviente".
La serie cierra con el futuro de los miembros del grupo. Luna recibe mensajes todos sus compañeros; entre otros Howard se ha convertido en un reconocido actor, Sharla en una escritora que acaba de redactar la historia de sus aventuras, Shingo como mecánico, Menoli es una importante diplomática (como se ve, ha mantenido relación con Adam y de hecho intenta entablar contacto con el planeta Sobreviviente), Kaoru como un astronauta y Luna como ingeniera espacial junto a Chako, terraformando la tierra para volverla habitable de nuevo.

## Personajes

### Personajes principales
Luna (ルナ Runa?)
- Seiyuu: Yukiko Iwai

Personaje principal de la serie. Es una chica de cabello color naranja, de ojos azules y tiene 14 años. Sus padres fallecieron, su madre cuando tenía 4 años y su padre dos años después. Su padre la dejó en compañía de Chako, una gata robot con la cual le costó algo de tiempo formar un lazo de amistad. Luna es una chica muy alegre a pesar de su pasado, anima a las personas cercanas a ella, es amigable y justa. Es esta la razón por la cual sus amigos más adelante deciden que lidere el grupo, pues a diferencia de Menoli se preocupa más por el bienestar de sus compañeros; al inicio se niega, pero conforme pasa el tiempo se da cuenta de que es una líder nata, cosa que la misma Menoli llega a reconocer.
Al llegar a la isla, Luna empieza a escuchar una voz en su cabeza que la incita a conocer y explorar la parte este de la isla, esto se debe a que al caer una vez en el agua entraron a su cuerpo nanomáquinas, estas al inicio la llevan a conocer a Adam y mantener una comunicación tipo telepática con él, y después cuando viajan al continente puede interpretar la historia del planeta gracias a las nanomáquinas y a Sobreviviente.
La relación con los demás chicos del grupo de parte de ella es bondadosa y amable, se preocupa mucho por ellos. A la primera en conocer es a Sharla en la escuela, y es Luna la que se convierte en su primera verdadera amiga. Shingo y Bell se puede decir que fueron los siguientes en adaptarse a la forma de ser de Luna y a sus deseos de mantener un grupo unido. Conforme pasa el tiempo Luna es salvada en varias ocasiones por Kaoru, y en la parte final, en una escena con los dos solos, se hace evidente que tiene un cariño especial hacia él. Al final, y años después, Luna cumple su sueño de llegar a ser Ingeniera de desarrollo planetario y es la encargada de restaurar el medio ambiente de la tierra junto con su inseparable amiga Chako. Sigue manteniendo contacto con sus amigos, dejando en sospecha que llega a mantener con Kaoru una relación de pareja.
Luna posee habilidades de líder, las cuales no son notadas por ella si no por sus amigos. Es valiente, se preocupa por los demás. Cuando hay algo en el que el grupo entero debe dedicar su atención, pide la opinión de todos y siempre toma en cuenta lo que los demás tienen qué decir.
Kaoru (カオル Kaoru?)
- Seiyuu: Mitsuaki Madono

Kaoru llega al planeta como el chico más solitario, callado y apartado de todos. A la mitad de la serie se llega a saber que es astronauta pero, aun así, no muestra deseos de tomar el mando cuando la nave de escape está en peligro. Se van notando sus habilidades con poner un pie en el planeta, es audaz, ingenioso, ágil y práctico; él crea muchas de las herramientas con las que se construye la "Casa de todos" o con las que obtienen alimentos. Sin embargo, es un personaje al cual le cuesta integrarse. Estando solo con Sharla, por accidente ella se da cuenta de que al parecer Kaoru tiene un amigo, él le confiesa que está muerto y que fue él quien lo mató. Esto deja un poco impresionada a Sharla, y Luna siendo muy perceptiva se entera de esto. A mitad de la serie Kaoru le confiesa a Luna su pasado, su vida en la escuela de entrenamiento y lo sucedido con Louis, el chico de la ID Card que encontró Sharla. Luna le hace ver que él no es el culpable de su muerte, y de hecho Kaoru entra en razón cuando sabe que Louis le pidió que viviera. La palabra "VIVE" se vuelve un estímulo para Kaoru, y pareciera ser un lazo y una característica particular que comparte con Luna, de la cual es notorio que se empieza a enamorar y se hace evidente en el capítulo 40.
Al final de la serie, Kaoru se comunica de manera amable con los demás, incluso hace bromas a Howard. Sus conocimientos sobre naves espaciales son vitales para su misión con el planeta y para conducir la nave que los lleva de regreso a casa. Los años pasan y Kaoru es un astronauta que visita regularmente a Luna, manteniendo, al parecer, una relación con ella que va más allá de la amistad. 
Las habilidades y cualidades de Kaoru son principalmente sus ideas para hacer cuchillos, lanzas, trampa para peces e incluso mejores arcos y flechas que los que Howard hizo. Es muy protector, cuando el grupo se separa es uno de los más confiables para mantener la seguridad de sus amigos pues suele ser el primero en defenderlos.
Chako (チャコ Chako?)
- Seiyuu: Kiyoe Koizuka

Es una mascota robot que fue rechazada por su antiguo dueño, pero afortunadamente antes de que fuese destruida el padre de Luna la rescata, repara y limpia para darle una compañía a Luna, deprimida por la temprana muerte de su madre. La chica al principio no la acepta, pero al pasar el tiempo se hacen grandes amigas.
A pesar de ser una robot, Chako es capaz de mostrar y expresar sentimientos igual que un ser humano, siendo así un gran apoyo para Luna. Es de gran ayuda para identificar alimentos venenosos y también los materiales que les funcionan de los que no les funcionan en la isla, por ejemplo los troncos de los árboles con los que en un inicio construirían una casa. Se lleva muy bien con Shingo, pero se la pasa peleando con Howard. Mantiene buena relación con los demás miembros del grupo incluidos Adam y el señor Porto. Es junto con Shingo el apoyo técnico del grupo.
Menoli Visconti (メノリ・ヴィスコンティ Menori Visukonti?)
- Seiyuu: Mabuki Andou

Es la presidenta de la clase, es bastante recta y calculadora, no demuestra mucho sus sentimientos pero al transcurrir el tiempo empieza a cambiar su forma de ser y sus sentimientos hacia los demás, es así como se gana el corazón de Adam. Cuando su madre murió, su padre quedó a cargo de su crianza, el único recuerdo que tiene de su madre es un violín muy apreciado por ella.
Sharla (シャアラ Shāra?)
- Seiyuu: Naoko Kishita

Es una chica tímida y sensible, pero de buen corazón y mucho valor. Le gusta escribir, es soñadora y es quien le pone nombre a los lugares y a los animales. Al comienzo de la serie su inseguridad la hace observar débil y miedosa, no tenía amigos hasta que conoció a Luna, quien la ayuda a ser más fuerte emocionalmente y así afrontar los peligros. Con el tiempo sus compañeros se convierten en buenos amigos, y aunque ella no es fuerte ni valiente llega a ser capaz de grandes sacrificios por ellos. Aparentemente tiene un cariño muy especial por Bell, ya que siempre lo ayuda y trata de comprenderlo.
Howard (ハワード Hawādo?)
- Seiyuu: Akira Ishida

Es un típico niño rico, presumido, vanidoso, sarcástico y descortés. Quiere mucho a su padre, a quien siempre menciona. Al principio de la serie pareciera que lo único que sabe hacer es causarle problemas a los demás, no piensa antes de hablar y es particularmente tacaño con Bell, chantajeándolo porque su padre es el jefe del padre de aquel y abusando de su carácter sumiso y tranquilo. Siempre pelea con Chako y saca a Menoli de sus casillas como nadie, es egoísta y abusivo pero a veces también se lo observa reconocer que no le gusta ser un inútil. Con el transcurso del tiempo va reflexionando sobre su actitud y reconoce en el grupo a sus verdaderos amigos, como en el episodio 29 en el que pierde la memoria durante un encuentro con los prófugos. Es el personaje que más madura a lo largo de la serie.
Shingo (シンゴ Shingo?)
- Seiyuu: Junko Minagawa

Es un alumno adelantado, que ya había saltado dos años debido a su gran inteligencia, pero también un niño a quien nadie entendía. Su talento no hace que deje de ser el menor del grupo, lo cual lo lleva a extrañar su hogar más que el resto. Sus conocimientos de mecánica y tecnología son la gran esperanza del grupo para ser rescatados, y es quien construye, junto con el mecánico Porto, la nave Orión para viajar al continente. Además del anciano mecánico se lleva muy bien con Chako. Es quien más sufre la pérdida de Sharla y especialmente de Howard ya que con el correr de la serie desarrolla una amistad particular con él.
Bell (ベル Beru?)
- Seiyuu: Akimitsu Takase

Es el mayor del grupo y el que se preocupa por los demás porque trabaja muy duro para ganarse el respeto de Luna. Llega a confesársela, pero ésta deja en claro que son amigos. Al principio es tímido, pero con el correr del tiempo muestra seguridad y confianza con sus amigos. Tiene muchos conocimientos de supervivencia y llega a salvar a sus amigos especialmente de un terrible invierno.
Erisベル (Eris?)
- Seiyuu:

Paguu
- Seiyuu: Akimitsu Takase

Es una especie de mamut que habita en el planeta. Es amable y ayuda a los demás a construir una casa del árbol. Luego se termina yendo con los demás de su especie.
Adam (アダム Adamu?)
- Seiyuu: Kazumi Okushima

Cuando el grupo entra accidentalmente a un extraño edificio, encontraron a un pequeño alien en un sueño criogénico. Mediante la telepatía Luna pudo averiguar que su nombre era Atrium Gyet y que ella tenía que cuidarlo. Fue Howard quien le dio el nombre de "Adam", por no poder pronunciar correctamente su verdadero nombre. En el transcurso de la serie se va descubriendo más sobre Adam y la suerte que corrieron sus padres y el resto de los antiguos habitantes del planeta. Adam es un niño, y como tal, al principio no sabía hablar ni hacer las tareas cotidianas; y estaba siempre pegado a Luna. Más tarde aprende y se convierte en uno más del grupo.

### Personajes Secundarios
Porto
- Seiyuu: Masaaki Tsukada

Es un mecánico anciano de la nave espacial Orion. Su aparición no ocurre sino hasta la mitad de la serie, cuando Kaoru lo encuentra a la orilla del mar. Llegó a llevarse bien con Shingo y Chako para el arreglo de la nave. Murió a causa de una enfermedad espacial que se vio aumentanda en una explosión en el conflicto de los prófugos.
Padre de Luna
- Seiyuu: Kenji Hamada

Apareció en el primer episodio de la serie. Murió en una explosión de la que logró salvar a Chako y a su hija. Con respecto a la primera, él era quien la reparaba y la salvaba antes de caer en un derretidor de metales.
Brindo
- Seiyuu: Junpei Morita

Es el Prófugo de prisión, que al escapar de ella secuestra, junto a sus secuaces, Zilba y Bob a la nave "Orión", asesinando a toda su tripulación a excepción de Porto. Él es el cerebro del trío, y como arma principal posee un revólver láser.
Zilba
- Seiyuu: Kyoko Hikami

Es la Prófuga de prisión. Al parecer tiene una relación extremadamente malévola con Howard, pero también tiene un odio mayor hacia Kaoru, ya que él siempre era el que arruinaba sus planes. Es la única chica criminal que posee un látigo eléctrico muy peligroso y una especie de pistola para arrojar agujas venenosas.
Bob
- Seiyuu: Mitsuaki Hoshino

Es un Cyborg Prófugo de prisión, un delincuente de carácter fuerte, agresivo e impulsivo; y poseedor de una gran fuerza física.
Sualcom/Pulpo
- Seiyuu: Naoki Bandou

Es una especie de robot que ayuda al grupo. En un episodio Chako lo apoda "Pulpo". Llega a entenderse bien con Chako.
Sobreviviente
- Seiyuu: Tamio Ōki

La computadora principal del planeta, fue creada para manejar las máquinas de terraformación en un intento de regresar el planeta a su estado original, después de una catástrofe ambiental. Siendo su misión la de "proteger el ambiente", pronto se da cuenta de que son los humanos los causantes de la degradación del ambiente, concluyendo que al eliminarlos a todos, este será protegido. Está obsesionado con acabar con todo ser viviente que interfiera con el desarrollo del planeta. Puede comunicarse con Luna a través de "telepatía".
Louis-Rui
- Seiyuu: Makoto Ishii

Otro de los personajes recurrentes de la serie. Era amigo y compañero de la escuela de Kaoru, era un chico muy aplicado y su sueño era llegar a ser un astronauta. Murió en un accidente espacial, del cual Kaoru era culpable. Su presencia y muerte eran las que atormentaban a Kaoru durante la primera mitad de la serie, a la vez que fueran las responsables de reforzar su actitud solitaria. En el episodio 23 se reveló que antes de morir sus últimas palabras hacia Kaoru fueron: ¡Vive!.

## El Planeta y Sobreviviente
1000 años antes del accidente, una raza aparentemente humana existió en el Planeta y llegó a su apogeo. Sin embargo, en su afán de desarrollo contaminaron el ambiente e hicieron al Planeta inhabitable (Igualmente como pasa con la Tierra al comienzo de la serie). Los humanos de este planeta se fueron de él, excepto unos pocos que diseñaron la Computadora Sobreviviente y la pusieron al mando de las máquinas de terraformación en un intento por devolver al Planeta sus condiciones normales. Sin embargo, Sobreviviente se da cuenta de que si lo hace, los humanos volverían a contaminar el medio, por lo que se revela y los elimina atacándolos con los robots bajo su cargo o infectándolos con nanomáquinas. Esta computadora está obsesionada en destruir a todo ser viviente que pueda interferir con el normal desarrollo y recuperación del Planeta.

## Tormenta Gravitacional
En la serie, una Tormenta Gravitacional es una especie de Agujero Negro o Hiperespacio que lleva a lugares desconocidos. Sin embargo definirlo como Agujero Negro no es lo más acertado, ya que sus fuerzas de marea harían que la Nave se alargue hasta destrozarse después. En este caso lo más acertado sería definir a la Tormenta Gravitacional como un Hiperespacio problemático.
Es la misma Tormenta Gravitacional la que trae a los personajes principales al Planeta desconocido (llamado también planeta sobrevivente).

## Episodios
Artículo principal: Anexo: lista de episodios de Planet Survival

### Especiales
| Fecha de transmisión original | Título original                   | Contenido |
| ----------------------------- | --------------------------------- | --- |
| 01-01-2004                    | Mujin Wakusei Survive, Special!   | Muestra una restropectiva de los primeros 10 episodios.                                                              |
| 02-01-2005                    | Mujin Wakusei Survive, Special 2! | Es una versión extendida de la última escena del episodio 52, dónde se hace un repaso de los personajes principales. |

## Música
- Opening: "Bokura no Message"· (僕らのメッセージ, "Nuestro Mensaje") por Kiroro, letra de Chiharu Tamaki.
- Ending: "Sunny Side Hill" ("Colina Soleada") por ROUND TABLE featuring Nino, letra de Rieko Ito.

### Original Sound Track

#### Disco 1 "Sunny Side Hill"
Tracks:
- 01- Sunny Side Hill
- 02- Message
- 03- Sunny Side Hill (Instrumental)
- 04- Message (Instrumental)

#### Disco 2 "FOREST"
Tracks:
- 01- Tairiku kara no kaze
- 02- Haruka naru shuppan
- 03- Higashi no mori de
- 04- Kamigami no yokubou
- 05- Nukumori wo motomete
- 06- Kibou to iu na no koukai
- 07- Touzare
- 08- Blizzard
- 09- Michi naru mono
- 10- Kemonomichi
- 11- Sore wa omoide no you ni
- 12- Gekkou no solitude
- 13- Fui no dekigoto
- 14- Sepia-iro no shashin
- 15- Wakaba no sanpomoch
- 16- Wakare no shirushi
- 17- Doko mademo tsuzuku michi wo
- 18- Kaze ni notte
- 19- Hashiridasou!~surviver ondo~ (new mix)
- 20- Maboroshi no mori
- 21- Hanabie
- 22- Midori no inshou
- 23- Oyasumi

#### Disco 3 "WAVE"
Tracks:
- 01- Hikaru no en
- 02- Kanashimi no kanata ni
- 03- Jikuu wo koete
- 04- Mitsurin he
- 05- Hidamari ni saku hana
- 06- Minna no uchi
- 07- Yoru no tobari
- 08- Arashi no naka de
- 09- Kuroi kage
- 10- Kokoronokori
- 11- Soyokaze no tawamure
- 12- Mizuumi no hotori de
- 13- Sugiyuku omokage
- 14- Tsuisekisha
- 15- Ashita he no inori
- 16- Bokura no message ~piano version~
- 17- Bokura no message
- 18- Sunny side hill
- 19- Shiosai ni kakarete
- 20- Hito oyogi
- 21- Kokage de utatane
- 22- Yuuhi no mieru oka

## CD Drama
Título original: Mujin Wakusei Survive, Special Drama & Character Song . 
 Publicado: 21 de febrero de 2004. 
 Duración: 50 minutos aprox.
Es un spin-off de audio drama llamado "Meiri Nocturne", contiene:
- Un opening especial (exclusivo para este CD Drama) que es un "character song" (es una canción que identifica a un personaje).
- 5 bandas sonoras de música de fondo que no habían sido publicadas por Takefumi Haketa.
- "Hatsukoi" (una nueva sonata de violín, exclusiva para este CD Drama).

## Manga
NHK público 2 volúmenes:
- 30 de marzo de 2004, Volumen 1 ISBN 4-14-454082-0·
- 30 de mayo de 2004, Volumen 2 ISBN 4-14-454083-9·

Diferencia significativas con el Anime:
- Adam es un sobreviviente de un extranjero de otro planeta que vino para llevar a cabo la terraformación del planeta, el planeta origianlmente no tuvo ninguna civilización.
- Terafomingumashin estaba en la isla, tratando de escapar del planeta usando una lanzadera espacial, como el oro 引 Ki 换 ESHI Luna dejado atrás, ya que, él decidió vivir en el planeta hasta que llegue ayuda.
- La historia está enfocada en los acontecimientos de la isla, no van al continente. Sobreviviente e incluso los presos fugados no parecen.

## Personal original
- Director: Yuichiro Yano
- Guion: Shoji Yonemura
- Música: Takefumi Haketa
- Historia original: Masashi Komemura
- Diseño de Personajes Original: Hisashi Eguchi
- Diseño de Personajes: Teiichi Takiguchi
- Director de Arte: Makoto Shiraishi
- Productor: Hisako Matsumoto
- Animación: Arisa Fukuda, Fumie Sasaki, Hiroko Minegishi, Hiroko Yasutome, Kanako Gotou, Koujiro Takahashi, Mari Kimura, Mehong Etei, Minako Shiba, Misato Ootani, Naoko Takeichi, Naritomi Horio, Natsuko Iimori, Noriko Hara, Shingo Okano y Shuuji Takahara ...

## Doblaje

### Doblaje para Latinoamérica
- Doblaje hecho en Venezuela, Caracas, por M&M Studios.

| Personaje         | Actor de voz                                                                                 |
| ----------------- | -------------------------------------------------------------------------------------------- |
| Luna              | Yaraiví Alcedo                                                                               |
| Chako             | Marycel González                                                                             |
| Sharla            | Maythe Guedes                                                                                |
| Shingo            | Ezequiel Serrano                                                                             |
| Kaoru             | Luis Miguel Pérez                                                                            |
| Menoli            | Mercedes Prato                                                                               |
| Howard            | José Manuel Vieira                                                                           |
| Bell              | Héctor Indriago                                                                              |
| Adam              | Rocío Mallo                                                                                  |
| Computadora       | Aura Caamaño                                                                                 |
| Operador de nave  | Emerson Gutiérrez                                                                            |
| Zilba (eps 27-33) | Melanie Henríquez                                                                            |
| Pulpo/Tako        | Gonzalo Fumero                                                                               |
| Voces adicionales | Aura Caamaño Nayip Rodríguez Kenia Gómez Rubén Pérez Valentina Toro Antonia Toro Luis Bernal |